# قائمة طيور اليمن

موقع اليمن بين قارات العالم القديم

يُعدُّ اليَمَنُ موطنًا فريدًا للطيور، ومهدًا زاخرًا بالتنوع الأحيائي، لما يتميّز به من موقع جغرافي وَسَطِيٍّ بين قارتي آسيا وإفريقيا، وما يحويه من تَشْكِيلةٍ غَنيَّةٍ من المَوَائِلِ النباتيَّةِ والحَيَوَانِيَّةِ. كما تتفرّد البلاد بتعدد المناخات وتباين درجات الحرارة طِوَالَ السَّنَةِ، وتنبسط أراضيها في سهول الوِدْيَانِ الممتدة بين البحر الأحمر غربًا، وخليج عدن جنوبًا، والبحر العربي شرقًا، وتَتَخَلَّلُها الجِبَالُ والرَّوَابِي العَالِيَةُ في المُرْتَفَعَاتِ الوُسْطَى. ومِمَّا يُزَكِّي غِنَاهَا الطَّبِيعِيَّ أيضًا، غَزَارَةُ هُطُولِ الأَمْطَارِ في مَوَاسِمَهَا، وعُزْلَةُ جُزُرِهَا الوَاقِعَةِ فِي عُمْقِ البِحَارِ، لا سِيَّمَا أَرْخَبِيلُ سُقَطْرَى البَاهِرُ.
وتُقَدَّرُ المساحة الإجمالية لمواقع الطيور في اليمن بنحو 7,300 كيلومتر مربع، أي ما يعادل نَحْوَ 1.4٪ من إِجْمَالِيِّ مساحة البلاد، وتوفّر هذه المواقع مَوَائِلَ غَنِيَّةً لِمُخْتَلِفِ أَنْوَاع الطيور النادرة وشبه النادرة.
وفيما يأتي سِجِلٌّ بِأَنْوَاعِ الطُّيُورِ المُوَثَّقَةِ فِي اليَمَنِ، وَالَّتِي تَبْلُغُ فِي مَجْمُوعِهَا 469 نوعًا، منها 13 نَوْعًا مُسْتَوْطَنًا، وَثَلَاثَةٌ أُدْخِلَتْ بِفِعْلِ التَّدَخُّلِ البَشَرِيِّ، وَأَرْبَعَةَ عَشَرَ نَوْعًا مُهَدَّدًا عَالَمِيًّا، وَنَوْعٌ وَاحِدٌ مُنْقَرِضٌ هُوَ النَّعَامُ العَرَبِيُّ.
ويَتَّبِعُ تَصْنِيفُ هَذِهِ القَائِمَةِ – مِنْ حَيْثُ تَرْتِيبِ الرُّتَبِ وَالعَائِلَاتِ وَالأَنْوَاعِ، وَتَسْمِيَاتِهَا الشَّائِعَةِ وَالعِلْمِيَّةِ – «قَائِمَةُ كْلِيمِنْتْس المُرْجِعِيَّةُ لِطُيُورِ العَالَمِ»، طَبْعَةُ عامِ 2021، مع إدراجِ الأَنْوَاعِ المُدْخَلَةِ والعَرَضِيَّةِ ضِمْنَ الإِحْصَائِيَّاتِ الإِجْمَالِيَّةِ.
وقد استُخْدِمَتِ الرُّمُوزُ الآتِيَةُ لِلدَّلَالَةِ عَلَى فِئَاتٍ مُعَيَّنَةٍ، وَإِنْ كَانَتْ بَعْضُ الأَنْوَاعِ لا تَنْدَرِجُ ضِمْنَ إِحْدَاهَا، فَإِنَّ مَا لا يَنْتَمِي إِلَى فِئَةٍ مِنهَا يُعَدُّ مِنَ الأَنْوَاعِ الشَّائِعَةِ المَحَلِّيَّةِ:
- (ن) عَرَضِيٌّ (نَادِرٌ): نَوْعٌ نَادِرٌ أَوْ عَرَضِيٌّ فِي اليَمَنِ.
- (م) مُسْتَوْطَنٌ: نَوْعٌ يَنْفَرِدُ بِالْعَيْشِ فِي اليَمَنِ.
- (د) دَخِيلٌ (مُسْتَقْدَمٌ): نَوْعٌ أُدْخِلَ إِلَى اليَمَنِ بِفِعْلِ الأَنْشِطَةِ البَشَرِيَّةِ، سَوَاءٌ بِشَكْلٍ مُبَاشِرٍ أَوْ غَيْرِ مُبَاشِرٍ.
- (نق) مُنْقَرِضٌ: نَوْعٌ أَوْ سُلالَةٌ لم تَعُدْ مَوْجُودَةً عَلَى وَجْهِ الأَرْضِ.

## النعام
رُتبة: نعاميَّات   فصيلة: نعاميَّة
النعامة طائرٌ ضخم عاجزٌ عن الطيران موطنها الحاليّ يقتصر على أفريقيا. تُعدُّ أضخم الطُيور في العالم، وهي ذات مظهرٍ مُميَّز، إذ أنَّ عُنُقها وقوائمها طويلة، وهي قادرةٌ على العدو بسُرعةٍ فائقة لِمسافاتٍ طويلة.
| صورة | الاسم الشائع | الاسم العلمي              | الوضع المحلّي |
| ---- | ------------ | ------------------------- | ------------ |
|      | نعامة عربية  | Struthio camelus syriacus | نق           |

## البط والإوز والطيور المائية
رُتبة: إوزيات   فصيلة: بط
تشمل الفصيلة البطيَّة: البط ومعظم الطيور المائية التي تشبه البط، مثل الأوز والبجع. تتكيف هذه الطيور مع الوجود المائي بأقدام مكففة، ومناقير مسطحة، وريش ممتاز في التخلص من المياه بسبب طبقةٍ من الزيت تمنع الماء من النفوذ إلى داخله.
| صورة | الاسم الشائع    | الاسم العلمي             | الوضع المحلّي |
| ---- | --------------- | ------------------------ | ------------ |
|      | بط صفار أصهب    | Dendrocygna bicolor      | ن            |
|      | وزة غراء        | Anser albifrons          | ن            |
|      | إوز الفول       | Anser fabalis            | شائع         |
|      | وزة مصرية       | Alopochen aegyptiaca     | ن            |
|      | بط أبو فروة     | Tadorna ferruginea       | شائع         |
|      | شهرمان شائع     | Tadorna tadorna          | شائع         |
|      | إوز قزم قطني    | Nettapus coromandelianus | ن            |
|      | شرشير صيفي      | Anas querquedula         | شائع         |
|      | أبو مجرفة شمالي | Spatula clypeata         | شائع         |
|      | بط سماري        | Mareca strepera          | شائع         |
|      | صواي أوراسيا    | Mareca strepera          | شائع         |
|      | بط بري          | Anas platyrhynchos       | شائع         |
|      | بط بري أحمر     | Anas erythrorhyncha      | ن            |
|      | بلبول شمالي     | Anas acuta               | شائع         |
|      | حذف شتوي        | Anas crecca              | شائع         |
|      | حمرواي          | Aythya ferina            | شائع         |
|      | بطة حديدية      | Aythya nyroca            | شائع         |
|      | زرقاي           | Aythya fuligula          | شائع         |

## طيور غينيا
رُتبة: دَّجاجيَّات   فصيلة: دجاج غيني
طيور غينيا هي مجموعة من الطيور الأفريقية التي تأكل البذور وتعشش في الأرض وتشبه الحجل، ولكن برؤوس بلا ريش وريش رمادي متلألئ.
| صورة | الاسم الشائع       | الاسم العلمي     | الوضع المحلّي |
| ---- | ------------------ | ---------------- | ------------ |
|      | دجاج غيني أبو خوذة | Numida meleagris | شائع         |

## التدرُّج والطيهوج
رُتبة: دَّجاجيَّات   فصيلة: تَّدرُجيَّة
الفصيلة التَّدرُجيَّة هي مجموعةٌ من الطُيور الأرضيَّة تشتملُ على السُمَّان، والحجلان، ودجاج الثلج، والدُّرَّاجات، والحجلان المُهمَّزة، والتَّدرُجات، والطواويس والدجاج البرّي. بشكل عام، تكون هذه الطُيور ممتلئة الجسم (على الرغم من أنها تختلف في الحجم) ولها أجنحة عريضة وقصيرة نسبيًا.
| صورة | الاسم الشائع          | الاسم العلمي            | الوضع المحلّي |
| ---- | --------------------- | ----------------------- | ------------ |
|      | السفرج (الحجل الرملي) | Ammoperdix heyi         | شائع         |
|      | سمان شائع             | Coturnix coturnix       | شائع         |
|      | سمان ضاحك             | Coturnix delegorguei    | ن            |
|      | حجل عربي              | Alectoris melanocephala | شائع         |
|      | حجل شوكار             | Alectoris chukar        | شائع         |
|      | حجل فيلبي             | Alectoris philbyi       | شائع         |

## النُحام
رُتبة: نُحاميَّات   فصيلة: نُحاميَّة
النُحام هي طُيُورٌ خواضة اجتماعيَّة، يبلغ طولها عادةً بين 0.9 و1.5 أمتار، وتوجد في نصفيّ الكُرة الأرضيَّة الشرقي والغربي. مناقيرها غريبة الشكل مُتأقلمة بشكلٍ يُمكنها من ترشيح الطين عندما تلتقطُ طرائدها من الأربيان والعوالق المدفونة تحت أرضيَّة السبخات، وهي كذلك تستخدمه رأسًا على عقب عكس جميع أنواع الطُيور.
| صورة | الاسم الشائع  | الاسم العلمي          | الوضع المحلّي |
| ---- | ------------- | --------------------- | ------------ |
|      | النحام الأكبر | Phoenicopterus roseus | شائع         |
|      | النحام القزم  | Phoeniconaias minor   | شائع         |

## الغطَّاسات
رُتبة: غطَّاسيَّات   فصيلة: غطَّاسيَّة
الغطَّاسات هي طُيورٌ مائيَّة صغيرة إلى متوسطة الحجم. تتمتَّع بأصابع مفصصة وهي سبَّاحة وغوَّاصة ماهرة. غير أنَّ قوائمها تقع في القسم الخلفي من جسدها، ما يجعلها خرقاء عند المشي على البر.
| صورة | الاسم الشائع     | الاسم العلمي           | الوضع المحلّي |
| ---- | ---------------- | ---------------------- | ------------ |
|      | غطاس صغير (زهوت) | Tachybaptus ruficollis | شائع         |
|      | غطاس أسود الرقبة | Podiceps nigricollis   | شائع         |

## الحمام واليمام
رُّّتبة: حماميَّات   فصيلة: حماميَّة
الحمام واليمام هي طُيورٌ صغيرة مُكتنزة ومُتطاولة الجسم ذات أعناقٍ قصيرة ومناقير قصيرة نحيلة ذات قير (القسم المُنتفخ الذي يُشكِّل أصل المنقار) بارز مُنتفخ.
| صورة | الاسم الشائع                   | الاسم العلمي              | الوضع المحلّي |
| ---- | ------------------------------ | ------------------------- | ------------ |
|      | الحمام الأزرق الطوراني         | Columba livia             | شائع         |
|      | حمامة مرقطة                    | Columba guinea            | شائع         |
|      | حمام الزيتون الأفريقي          | Columba arquatrix         | شائع         |
|      | القمري                         | Streptopelia turtur       | شائع         |
|      | يمامة داكنة                    | Streptopelia lugens       | شائع         |
|      | اليمامة المُطوَّقة الأفريقيَّة      | Streptopelia roseogrisea  | شائع         |
|      | يمامة حمراء العين              | Streptopelia semitorquata | شائع         |
|      | فاختة النخيل (اليمامة الضاحكة) | Streptopelia senegalensis | شائع         |
|      | اليمامة سوداء المنقار          | Turtur abyssinicus        | ن            |
|      | حمحمة                          | Oena capensis             | شائع         |
|      | حمامة خضراء                    | Treron waalia             | شائع         |

## القطا
رُّتبة: قطويَّات   فصيلة: قطويَّة
تتميز القطويات برؤوس وأعناق صغيرة تشبه الحمام، وأجسام مضغوطة متينة. لديها أجنحة طويلة مدببة وفي بعض الأنواع يظهر الذيل مُستدقًا أيضًا، وطيرانها مُستقيم سريع. تطيرُ الأسراب إلى برك المياه لتروي ظمأها فجرًا وغسقًا. قوائمها مكسوَّة بالريش حتَّى الأصابع.
| صورة | الاسم الشائع      | الاسم العلمي             | الوضع المحلّي |
| ---- | ----------------- | ------------------------ | ------------ |
|      | قطا كستنائي البطن | Pterocles exustus        | شائع         |
|      | قطا مرقط          | Pterocles senegallus     | شائع         |
|      | قطا متوج          | Pterocles coronatus      | شائع         |
|      | قطا مخطط          | Pterocles lichtensteinii | شائع         |

## الحباري
رُّتبة: كركيات   فصيلة: حباريات
الحباري هي طيور أرضية كبيرة تقطنُ الأراضي الجافَّة المكشوفة والسُهوب غالبًا في العالم القديم. طُيورٌ قارتة (آكلة كُل شيء) تُعشش على الأرض. تسيرُ بِثباتٍ على ساقيها القويَّة وأصابعها الكبيرة، وتلتقطُ طعامها أثناء سيرها. أجنحتها طويلةٌ عريضة وأطرافها أصبعيَّة الشكل تظهرُ أنماطها المُخططة أثناء طيرانها. كثيرٌ من الأنواع تؤدي عُروض توددٍ مُبهرة خلال موسم التفريخ.
| صورة | الاسم الشائع | الاسم العلمي           | الوضع المحلّي |
| ---- | ------------ | ---------------------- | ------------ |
|      | حبارى عربي   | Ardeotis arabs         | شائع         |
|      | حبارى آسيوي  | Chlamydotis macqueenii | شائع         |

## الوقواقات
رُّتبة: وقواقيَّات   فصيلة: وقواقيَّة
تضُمُّ العائلة الوقواقيَّة الطُيور الشهيرة باسم الوقواقات والجوَّابات. تتفاوت أحجام هذه الطُيور بشكلٍ واضح، إلَّا أنَّ النحافة تغلب على مُعظم الأنواع، وكذلك الأذيال الطويلة والقوائم القويَّة.
| صورة | الاسم الشائع      | الاسم العلمي            | الوضع المحلّي |
| ---- | ----------------- | ----------------------- | ------------ |
|      | كوكال أبيض الحاجب | Centropus superciliosus | شائع         |
|      | وقواق مرقط كبير   | Clamator glandarius     | ن            |
|      | وقواق راهب        | Clamator jacobinus      | شائع         |
|      | زعاق آسيوي        | Eudynamys scolopaceus   | ن            |
|      | وقواق ديدريك      | Chrysococcyx caprius    | شائع         |
|      | وقواق كلاس        | Chrysococcyx klaas      | شائع         |
|      | وقواق شائع        | Cuculus canorus         | شائع         |

## السُبد
رُّتبة: سُّبديَّات   فصيلة: سُّبديَّة
السُّبدان هي طيور ليلية متوسطة الحجم أرضيَّة التعشيش في الغالب. أجنحتها طويلة، وقوائمها قصيرة، أمَّا مناقيرها قصيرة للغاية. أغلب الأنواع تتمتع بِأقدامٍ صغيرةٍ قلَّما تستخدمها للسير، وأجنحةٍ طويلةٍ مُستدقَّة. ريشها الناعم مموه ليشبه اللحاء أو الأوراق.
| صورة | الاسم الشائع     | الاسم العلمي              | الوضع المحلّي |
| ---- | ---------------- | ------------------------- | ------------ |
|      | السُبد أحمر العنق | Caprimulgus ruficollis    | شائع         |
|      | السُّبد الأوروپي   | Caprimulgus europaeus     | ن            |
|      | السُّبد المصري     | Caprimulgus aegyptius     | شائع         |
|      | السُّبد النُوبي     | Caprimulgus nubicus       | شائع         |
|      | سبد الجبال       | Caprimulgus poliocephalus | شائع         |
|      | سبد السهول       | Caprimulgus inornatus     | شائع         |

## السُمامات
رُّتبة: عديمات الأقدام   فصيلة: سَّماميَّة
السَّمائم هي طيور صغيرة تقضي معظم حياتها في الطيران. هذه الطيور لها أرجل قصيرة جدًا ولا تستقر أبدًا طوعًا على الأرض، بل تجلس بدلاً من ذلك على الأسطح العموديَّة فقط. العديد من الأنواع لها أجنحة طويلة مائلة للخلف بعض الشيء ذات شكلٍ هلاليّ.
| صورة | الاسم الشائع      | الاسم العلمي            | الوضع المحلّي |
| ---- | ----------------- | ----------------------- | ------------ |
|      | سمامة هيمالية     | Aerodramus brevirostris | ن            |
|      | سمامة الصرود      | Apus melba              | شائع         |
|      | سمامة شائعة       | Apus apus               | شائع         |
|      | سمامة باهتة       | Apus pallidus           | شائع         |
|      | سمامة برليوزي     | Apus berliozi           | شائع         |
|      | سمامة صغيرة       | Apus affinis            | شائع         |
|      | سمامة بيضاء الزمك | Apus caffer             | ن            |
|      | سمامة النخيل      | Cypsiurus parvus        | شائع         |

## التفالق والمرعات ودجاج الماء والغرَّات
رُتبة: كُركيَّات   فصيلة: تِّفلِقيَّة
التِّفلِقيَّة هي عائلة كبيرة من الطيور الصغيرة إلى المتوسطة الحجم والتي تشمل التِّفالق، والمرعات، والغُرَّات، ودجاج الماء. عادة ما تستوطن المناطق ذات الدَّق النباتي الكثيف في البيئات الرطبة على مقربة من البُحيرات، والمُستنقعات أو الأنهار. بشكل عام هي طيور خجولة ومُستترة، مما يجعل من الصعب رصدها. تمتلك معظم الأنواع أرجل قوية وأصابع طويلة تتكيف جيدًا مع الأسطح غير المستوية اللينة. أجنحتها قصيرةٌ مُدوَّرة، وطيرانُها ضعيف.
| صورة | الاسم الشائع            | الاسم العلمي           | الوضع المحلّي |
| ---- | ----------------------- | ---------------------- | ------------ |
|      | مرعة الماء              | Rallus aquaticus       | شائع         |
|      | مرعة الغيط              | Crex crex              | شائع         |
|      | مرعة منقطة              | Porzana porzana        | شائع         |
|      | دجاجة الماء             | Gallinula chloropus    | شائع         |
|      | دجاجة الماء بيضاء الصدر | Amaurornis phoenicurus | ن            |
|      | غرة أوراسية             | Fulica atra            | شائع         |
|      | سحنون ألن               | Porphyrio alleni       | ن            |
|      | ديك الماء               | Gallicrex cinerea      | ن            |
|      | مرعة صغيرة              | Zapornia parva         | شائع         |
|      | مرعة بايلون             | Zapornia pusilla       | شائع         |

## الكراكي
رُتبة: كُركيَّات   فصيلة: كُركيَّة
الكركيات طُيورٌ كبيرة، طويلة الأعناق والسِّاقين. تتشابه والبلاشين على الرُغم من عدم ارتباطها بها من الجانب الأحيائي، ولكنَّها على عكسها تطيرُ وأعناقها ممدودةٌ نحو الأمام، عوض أن تكون مطويَّة إلى الخلف. مُعظم الأنواع تؤدي عُروضًا راقصة صاخبة عندما تتودد إلى الجنس الآخر.
| صورة | الاسم الشائع | الاسم العلمي       | الوضع المحلّي |
| ---- | ------------ | ------------------ | ------------ |
|      | كركي سنجابي  | Anthropoides virgo | شائع         |
|      | كركي شائع    | Grus grus          | شائع         |

## كروانات الصُخور
رُّتبة: إفجيجيَّات   فصيلة: كروانيَّة
كروانات الصُخور هي مجموعةٌ من الطُيور الخواضة المداريَّة في الغالب، التي تنتمي إلى الفصيلة الكروانيَّة. توجد في جميع أنحاء العالم داخل المناطق الاستوائية والمدارية، مع تكاثر بعض الأنواع أيضًا في أوروبا المعتدلة وأستراليا. وهي مُخوِّضاتٌ يتراوح متوسطة إلى كبيرة الحجم، ذات مناقير سميكة سوداء أو سوداء صفراء، وعيون صفراء كبيرة وريش مُزركش. رُغم تصنيفها على أنها مُخوضة، فإنَّ أغلب الأحيان تميلُ إلى تفضيل الموائل الطبيعيَّة القاحلة أو شبه الجافَّة.
| صورة | الاسم الشائع | الاسم العلمي        | الوضع المحلّي |
| ---- | ------------ | ------------------- | ------------ |
|      | كروان صحراوي | Burhinus oedicnemus | شائع         |
|      | كروان منقط   | Burhinus capensis   | شائع         |

## النكَّاتات والكرسوع
رُّتبة: إفجيجيَّات   فصيلة: نكِّاتية
تضُمُّ الفصيلة مجموعةً من الطيور الخواضة الكبيرة، من شاكلة النكَّاتات والكرسوع. تتمتَّعُ النكَّاتات بِسيقانٍ طويلة ومناقير مُتطاولة معقوفة للأعلى. للطُّوَّل سيقان طويلةٌ جدًاومناقير طويلةٌ رفيعة ومُستقيمة.
| صورة | الاسم الشائع       | الاسم العلمي           | الوضع المحلّي |
| ---- | ------------------ | ---------------------- | ------------ |
|      | أبو المغازل        | Himantopus himantopus  | شائع         |
|      | نكات العالم القديم | Recurvirostra avosetta | شائع         |

## صيَّادة المحار
رُّتبة: إفجيجيَّات   فصيلة: صائد المحار
صائدة المحار طيور كبيرة وصاخبة شبيهة بالزقزاقاوات، ذات مناقير قوية تستخدمها لسحق وفتح الرخويَّات.
| صورة | الاسم الشائع         | الاسم العلمي          | الوضع المحلّي |
| ---- | -------------------- | --------------------- | ------------ |
|      | صائد المحار الأوراسي | Haematopus ostralegus | شائع         |

## الزقازق والطيطاوات
رُتبة: إفجيجيَّات   فصيلة: زقزاقية
هي طيور صغيرة إلى متوسطة الحجم ذات أجسام مضغوطة وأعناق قصيرة وسميكة وأجنحة طويلة مدببة غالبًا. توجد في الموائل الطبيعيَّة المكشوفة عبر جميع أنحاء العالم، وغالبًا على مقربةٍ من المياه.
| صورة | الاسم الشائع        | الاسم العلمي             | الوضع المحلّي |
| ---- | ------------------- | ------------------------ | ------------ |
|      | قطقاط رمادي         | Pluvialis squatarola     | شائع         |
|      | قطقاط ذهبي أوروبي   | Pluvialis apricaria      | ن            |
|      | قطقاط ذهبي پاسيفيكي | Pluvialis fulva          | شائع         |
|      | أبو طيط ذو العرف    | Vanellus vanellus        | ن            |
|      | قطقاط شوكي الجناح   | Vanellus spinosus        | شائع         |
|      | قطقاط اجتماعي       | Vanellus gregarius       | ن            |
|      | قطقاط أبيض الذيل    | Vanellus leucurus        | شائع         |
|      | قطقاط الرمل الصغير  | Charadrius mongolus      | شائع         |
|      | قطقاط الرمل الكبير  | Charadrius leschenaultii | شائع         |
|      | زقزاق قزويني        | Charadrius asiaticus     | ن            |
|      | قطقاط اسكندراني     | Charadrius alexandrinus  | شائع         |
|      | قطقاط مطوق          | Charadrius hiaticula     | شائع         |
|      | قطقاط مطوق صغير     | Charadrius dubius        | شائع         |
|      | زقزاق أوراسي        | Charadrius morinellus    | شائع         |

## الجوانيات
رُتبة: إفجيجيَّات   فصيلة: جوانيات
هي طيور ذات أرجل قصيرة ومناقير طويلة ذو ألوان زاهية.
| صورة | الاسم الشائع  | الاسم العلمي            | الوضع المحلّي |
| ---- | ------------- | ----------------------- | ------------ |
|      | بكاشينة مزوقة | Rostratula benghalensis | ن            |

## اليقنات
رُتبة: إفجيجيَّات   فصيلة: يقنية
هي مجموعة من الخواضات الاستوائية. تتواجد في جميع أنحاء المناطق الاستوائية. يمكن التعرف عليها من خلال أقدامها ومخالبها الضخمة التي تمكنها من المشي على النباتات العائمة في البحيرات الضحلة التي هي موطنهم المفضل.
| صورة | الاسم الشائع      | الاسم العلمي             | الوضع المحلّي |
| ---- | ----------------- | ------------------------ | ------------ |
|      | يقنة تدرجية الذيل | Hydrophasianus chirurgus | ن            |

## دجاج الأرض
رُّتبة: إفجيجيَّات   فصيلة: دجاج الأرض
دجاج الأرض هي عائلة متنوعة كبيرة من طيور الشاطئ الصغيرة إلى المتوسطة الحجم تضم الطيطوى، والكروانات، والبقويقات، والهرَّاجات، ودجاج الأرض، والشناقب، والدَّواشر والفلروبات. تتغذى غالبية هذه الأنواع على اللافقاريات الصغيرة التي تنبشها من الطين أو التُراب. اختلاف طول سيقان ومناقير هذه الطُيور باختلاف الأنواع يسمح لِعدَّة أنواع أن تقتات جنبًا إلى جنب في ذات الموئل الطبيعي، خُصوصًا على الساحل، دون منافسة مباشرة على الغذاء.
| صورة | الاسم الشائع               | الاسم العلمي             | الوضع المحلّي |
| ---- | -------------------------- | ------------------------ | ------------ |
|      | كروان الماء صغير           | Numenius phaeopus        | شائع         |
|      | كروان نحيل المنقار         | Numenius tenuirostris    | ن            |
|      | كروان الماء                | Numenius arquata         | شائع         |
|      | بقويقة سلطانية مخططة الذيل | Limosa lapponica         | شائع         |
|      | بقويقة سلطانية سوداء الذيل | Limosa limosa            | شائع         |
|      | قُبَّرة الماء الحمراء         | Arenaria interpres       | شائع         |
|      | دريجة مستدقة المنقار       | Calidris tenuirostris    | ن            |
|      | دريجة حمراء                | Calidris canutus         | ن            |
|      | دريجة شرسة                 | Calidris pugnax          | شائع         |
|      | دريجة عريضة المنقار        | Calidris falcinellus     | شائع         |
|      | دريجة حادة الذيل           | Calidris acuminata       | ن            |
|      | دريجة كروانية              | Calidris ferruginea      | شائع         |
|      | دريجة تمنكية               | Calidris temminckii      | شائع         |
|      | دريجة طويلة الأصابع        | Calidris subminuta       | شائع         |
|      | مدروان                     | Calidris alba            | شائع         |
|      | دريجة ألبية                | Calidris alpina          | شائع         |
|      | دريجة صغيرة                | Calidris minuta          | شائع         |
|      | شنقب آسيوي                 | Limnodromus semipalmatus | ن            |
|      | شنقب صغير                  | Lymnocryptes minimus     | شائع         |
|      | شنقب كبير                  | Gallinago media          | ن            |
|      | شنقب شائع                  | Gallinago gallinago      | شائع         |
|      | شنقب رفيع الذيل            | Gallinago stenura        | شائع         |
|      | طيطوي نكات                 | Xenus cinereus           | شائع         |
|      | مخطاف أحمر الرقبة          | Phalaropus lobatus       | شائع         |
|      | مخطاف أحمر                 | Phalaropus fulicarius    | ن            |
|      | طيطوي شائع                 | Actitis hypoleucos       | شائع         |
|      | طيطوي أخضر                 | Tringa ochropus          | شائع         |
|      | طيطوي أحمر الساق أرقط      | Tringa erythropus        | شائع         |
|      | طيطوي أخضر الساق           | Tringa nebularia         | شائع         |
|      | طيطوي المستنقع             | Tringa stagnatilis       | شائع         |
|      | طيطوي الغياط               | Tringa glareola          | شائع         |
|      | طيطوي أحمر الساق           | Tringa totanus           | شائع         |

## سمان الشجر
رُّتبة: إفجيجيَّات   فصيلة: سمان الشجر
هي طيور صغيرة، رتيبة، تمشي على الأرض تشبه السمان الحقيقي. الأنثى أكثر بهاءً من الذكر. يحتضن الذكر البيض ويرعى الصغار.
| صورة | الاسم الشائع      | الاسم العلمي     | الوضع المحلّي |
| ---- | ----------------- | ---------------- | ------------ |
|      | سمان الشجر الصغير | Turnix sylvatica | ن            |

## أكَّال السرطان
رُّتبة: إفجيجيَّات   فصيلة: حنكور
أكَّال السرطان أو الحُنكُور وثيقُ الصِّلة بالمُخوضات. يُشبهُ الزقزاق ولكن بأرجل رمادية طويلة جدًا ومنقار أسود ثخينٌ أشبه بِمنقار الخرشنة. الرِّيش أسود وأبيض، والعُنق طويل، والقوائم وتريَّة بشكلٍ جُزئيّ. أُطلقت عليها هذه التسمية نظرًا لِكون منقارها مُهيَّأ ومُخصص لِأكل السَّرطانات.
| صورة | الاسم الشائع         | الاسم العلمي   | الوضع المحلّي |
| ---- | -------------------- | -------------- | ------------ |
|      | أكَّال السرطان (حنكور) | Dromas ardeola | شائع         |

## العدَّاء وآباء اليُسر
رُّتبة: إفجيجيَّات   فصيلة: سبريات
هي عائلة من الطُيور الخواضة تضم آباء اليُسر، وهي طُيورٌ طويلة الأجنحة وقصيرة الرجلين ذات أذيالٍ طويلة مُتفرِّعة إلى فرعين، والعدَّاءات، وهذه طُيورٌ طويلة الرجلين قصيرة الجناحين، ذات مناقير مُستدقَّة معقوفةٌ نحو الأسفل.
| صورة | الاسم الشائع          | الاسم العلمي             | الوضع المحلّي |
| ---- | --------------------- | ------------------------ | ------------ |
|      | عداء قشدي             | Cursorius cursor         | شائع         |
|      | عداء برونزي           | Rhinoptilus chalcopterus | شائع         |
|      | أبو اليسر مطوق        | Glareola pratincola      | شائع         |
|      | أبو اليسر أسود الجناح | Glareola nordmanni       | ن            |
|      | أبو اليسر الصغير      | Glareola lactea          | ن            |

## الكركر
رُّتبة: إفجيجيَّات   فصيلة: كركر
تضمُّ الفصيلة مجموعة من الطُيور البحريَّة مُتوسِّطة إلى ضخمة الحجم في الإجمال، وعادة ما يكون لها ريش رمادي أو بني مع علاماتٍ بيضاء على الأجنحة. تُعشش على الأرض في المناطق القُطبيَّة المُعتدلة وتُهاجرُ لمسافات طويلة.
| صورة | الاسم الشائع       | الاسم العلمي             | الوضع المحلّي |
| ---- | ------------------ | ------------------------ | ------------ |
|      | كركر القطب الجنوبي | Stercorarius maccormicki | ن            |
|      | كركر بوماريني      | Stercorarius pomarinus   | شائع         |
|      | كركر قطبي          | Stercorarius parasiticus | شائع         |

## النوارس والخرشنات
رُّتبة: إفجيجيَّات   فصيلة: نورسية
تضُمُّ الفصيلة النورسيَّة طُيورٌ بحريَّة مُتوسطة إلى كبيرة الحجم، هي النَّوارس والقطواقات والخرشنات. أغلب الأنواع رماديَّة أو بيضاء، وغالبًا ما تكون مع علامات سوداء على الرأس أو الأجنحة. مناقيرها طويلةٌ مُكتنزة، وقوائمها ذات وترات. تصطاد معظم الأنواع الأسماك عن طريق الغوص ولكن بعضها يلتقط الحشرات من على سطح المياه العذبة. عمومًا هي طيور طويلة العمر، ومن المعروف أن العديد من الأنواع تعيش أكثر من 30 عامًا.
| صورة | الاسم الشائع         | الاسم العلمي                  | الوضع المحلّي |
| ---- | -------------------- | ----------------------------- | ------------ |
|      | نورس مستدق المنقار   | Chroicocephalus genei         | شائع         |
|      | نورس رمادي الرأس     | Chroicocephalus cirrocephalus | ن            |
|      | نورس أسود الرأس      | Chroicocephalus ridibundus    | شائع         |
|      | نورس أبيض العين      | Ichthyaetus leucophthalmus    | شائع         |
|      | نورس أسخم            | Ichthyaetus hemprichii        | شائع         |
|      | نورس أسود الرأس كبير | Ichthyaetus ichthyaetus       | شائع         |
|      | نورس شائع            | Larus canus                   | ن            |
|      | نورس فضي             | Larus argentatus              | شائع         |
|      | نورس قزويني          | Larus cachinnans              | شائع         |
|      | نورس أرميني          | Larus armenicus               | شائع         |
|      | نورس أغبس            | Larus fuscus                  | شائع         |
|      | نورس أسود الظهر كبير | Larus marinus                 | ن            |
|      | خطاف بني             | Anous stolidus                | شائع         |
|      | أبله صغير            | Anous tenuirostris            | ن            |
|      | خرشنة غبساء          | Onychoprion fuscatus          | ن            |
|      | خرشنة ملجمة          | Onychoprion anaethetus        | شائع         |
|      | خرشنة صغيرة          | Sternula albifrons            | ن            |
|      | خرشنة سوندرزية       | Sternula saundersi            | شائع         |
|      | خرشنة نيلية          | Gelochelidon nilotica         | شائع         |
|      | خرشنة قزوينية        | Hydroprogne caspia            | شائع         |
|      | خطاف أسود            | Chlidonias niger              | ن            |
|      | خطاف أبيض الجناح     | Chlidonias leucopterus        | شائع         |
|      | خرشنة هجينة          | Chlidonias hybrida            | شائع         |
|      | خرشنة وردية          | Sterna dougallii              | ن            |
|      | خرشنة مألوفة         | Sterna hirundo                | شائع         |
|      | خرشنة بيضاء الخدود   | Sterna repressa               | شائع         |
|      | خرشنة خطافية         | Thalasseus bergii             | شائع         |
|      | خرشنة سندويتشية      | Thalasseus sandvicensis       | شائع         |
|      | خرشنة بنغالية        | Thalasseus bengalensis        | شائع         |

## آباء مقص
رُّتبة: إفجيجيَّات   فصيلة: أبو مقص
آباء مِقص هو إسمٌ يُطلق على مجموعة من الطُيور الاستوائيَّة الصغيرة الشبيهة بالخرشنات. تتميَّز أعضاء هذه الفصيلة بِفكٍّ سُفليِّ طويلٍ بشكلٍ مُلفت تستخدمه لالتقاط طعامها من على سطح المياه أثناء طيرانها على عُلوٍّ مُنخفض، فتُغرفه بالمياه وتلتقط الأسماك الصغيرة الأمر الذي يجعلها تبدو وكأنها «تقص» الماء.
| صورة | الاسم الشائع     | الاسم العلمي          | الوضع المحلّي |
| ---- | ---------------- | --------------------- | ------------ |
|      | أبو مقص الأفريقي | Rynchops flavirostris | ن            |
|      | أبو مقص الهندي   | Rynchops albicollis   | ن            |

## الطُيور المداريَّة
رُتبة: مُوتِّرات القدم   فصيلة: طيور استوائية
الطُيُور المداريَّة هي طيور بيضاء نحيلة تستوطنُ المُحيطات الاستوائيَّة، تمتازُ بِريشتين طويلتين في وسط الذيل. رؤوسها وأجنحتها الطويلة تتمتَّع بِعلاماتٍ سوداء.
| صورة | الاسم الشائع            | الاسم العلمي       | الوضع المحلّي |
| ---- | ----------------------- | ------------------ | ------------ |
|      | رئيس البحر أبيض الذيل   | Phaethon lepturus  | شائع         |
|      | رئيس البحر أحمر المنقار | Phaethon aethereus | شائع         |

## طُيور النَّو الجنوبية
رُتبة: نوئيات   فصيلة: طيور النوء
طُيُورُ النَّو هي أنسباء طُيُورُ النَّوء الحقيقيَّة وهي أصغر الطُيُور البحريَّة على الإطلاق. تتغذى على العوالق القشريَّة والأسماك الصغيرة التي تلتقطها من على سطح الماء، أثناء رفرفتها خصوصًا. تطيرُ عبر التخفيق المُستمر بجناحيها بطريقةٍ أشبه بالخُفَّاش.
| صورة | الاسم الشائع        | الاسم العلمي        | الوضع المحلّي |
| ---- | ------------------- | ------------------- | ------------ |
|      | طائر نوء ويلسون     | Oceanites oceanicus | شائع         |
|      | طائر نوء أبيض الوجه | Pelagodroma marina  | ن            |
|      | طائر نوء أبيض البطن | Fregetta grallaria  | ن            |
|      | طائر نوء أسود البطن | Fregetta tropica    | ن            |

## طُيور النَّو الشمالية
رُتبة: نوئيات   فصيلة: طيور النو الدكناء
على الرغم من أن أفراد هذه العائلة متشابهون في كثير من النواحي مع طيور النوء الجنوبية، بما في ذلك مظهرهم العام وعاداتهم، إلا أن هناك اختلافات جينية كافية لتبرير وضعهم في عائلة منفصلة.
| صورة | الاسم الشائع    | الاسم العلمي         | الوضع المحلّي |
| ---- | --------------- | -------------------- | ------------ |
|      | طائر نوء أوروبي | Hydrobates pelagicus | شائع         |
|      | طائر نوء سوينهو | Hydrobates monorhis  | شائع         |

## أجلام الماء وطُيور النَّو
رُتبة: نوئيات   فصيلة: طيور نوية
النَّويَّات هي المجموعة الأساسيَّة من «طُيُور النَّو الحقيقيَّة» مُتوسِّطة الحجم، وتتميَّز بمُنخريها المُتصلين بحاجزٍ مُتوسِّط ومقطعٌ أوَّلي رئيسيّ.
| صورة | الاسم الشائع          | الاسم العلمي            | الوضع المحلّي |
| ---- | --------------------- | ----------------------- | ------------ |
|      | طائر النوء التريندادي | Pterodroma arminjoniana | ن            |
|      | طائر النوء الجوانيني  | Bulweria fallax         | شائع         |
|      | جلم ماء فاتح القدم    | Ardenna carneipes       | شائع         |
|      | جلم ماء وتدي الذيل    | Ardenna pacificus       | شائع         |
|      | جلم ماء استوائي       | Puffinus bailloni       | شائع         |
|      | جلم ماء فارسي         | Puffinus persicus       | شائع         |

## اللقالق
رُتبة: لَّقلقيَّات   فصيلة: لَّقلقيَّة
اللَّقالق طُيورٌ مُخوِّضة ضخمة طويلة العنق والساقين، ذات مناقير طويلة طعَّانة. وهي صامتة، قلَّما تُصدرُ صوتًا، وعوض ذلك تقوم بطقطقة مناقيرها لتتواصل مع بعضها خِلال موسم التعشيش. الأعشاش ضخمة ويمكن إعادة استخدامها لسنوات عديدة. العديد من الأنواع مُهاجرة.
| صورة | الاسم الشائع     | الاسم العلمي           | الوضع المحلّي |
| ---- | ---------------- | ---------------------- | ------------ |
|      | لقلق أسود        | Ciconia nigra          | شائع         |
|      | لقلق أبديم       | Ciconia abdimii        | شائع         |
|      | لقلق أبيض        | Ciconia ciconia        | شائع         |
|      | أبو سُعن الأفريقي | Leptoptilos crumenifer | ن            |

## الفراقيط
رُتبة: أطيشيات   الفصيلة: شانية
الفراقيط طُيورٌ بحريَّة ضخمة توجد عادة فوق المحيطات الاستوائية. كبيرة، سوداء وبيضاء أو سوداء بالكامل، بأجنحة طويلة وذيول متشعبة للغاية والمنقار خُطَّافي طويل. للذكور أكياس ملونة قابلة للنفخ في الحلق. الإناث واليَفَعة يغلب عليها اللون البُنيّ القاتم مع شيءٍ من البياض في ناحية الأسفل. لا يسبحون ولا يمشون ولا يستطيعون الإقلاع من على سطح مستو. تتمتَّع بأكبر باع جناحين مُقارنةً بحجم الجسد بين الطُيُور، وهي تُمضي أغلب وقتها بالهواء، وقد تستمرُّ مُعلَّقةً بالسماء طيلة أُسبوع.
| صورة | الاسم الشائع | الاسم العلمي  | الوضع المحلّي |
| ---- | ------------ | ------------- | ------------ |
|      | فرقاط أرييل  | Fregata ariel | ن            |
|      | فرقاط كبير   | Fregata minor | ن            |

## الأطيشات والحمقاويَّات
رُتبة: أطيشيات   فصيلة: أطيش
تضُمُّ الفصيلة من الأطيشات والحمقاوات. كلتا المجموعتين تضُمان طُيورٌ بحريَّة ساحليَّة مُتوسِّطة إلى كبيرة الحجم تغطسُ وراء طرائدها من السمك.
| صورة | الاسم الشائع      | الاسم العلمي     | الوضع المحلّي |
| ---- | ----------------- | ---------------- | ------------ |
|      | أطيش مبرقع        | Sula dactylatra  | شائع         |
|      | أحمق بني          | Sula leucogaster | شائع         |
|      | أحمق أحمر القدمين | Sula sula        | شائع         |

## الزَّقات
رُتبة: أطيشيات   فصيلة: قاذفات
غالبًا ما يطلق عليها «الطيور الثعابنية» بسبب رقبتها الطويلة النحيفة، والتي تعطي مظهرًا يشبه الثعبان عندما تسبح وجسمها مغمور. للذكور ريش أسود وبني داكن، ومنقار أكبر من الأنثى. للإناث ريش أكثر شحوبًا خاصةً على العنق والأجزاء السفلية. تحتوي الأربطة على أقدام مكشوفة تمامًا وأرجلها قصيرة. ريشها منفذ إلى حد ما، مثل طائر الغاق، وتنشر أجنحتها حتى تجف بعد الغوص.
| صورة | الاسم الشائع | الاسم العلمي         | الوضع المحلّي |
| ---- | ------------ | -------------------- | ------------ |
|      | قاذف أفريقي  | Anhinga melanogaster | ن            |

## الغاقات
رُتبة: أطيشيات   فصيلة: غاقيات
تضُمُّ الفصيلة الغاقيَّة مجموعةً من الطيور البحرية الساحلية المتوسطة إلى الكبيرة الحجم، تغوصُ تحت الماء سعيًا وراء طرائدها وتتغذى على الأسماك. تتباين ألوان كسوتها بشكلٍ واضح، فأغلبها داكن الريش، وبعضُها أسود وأبيض، وقلَّةٌ منها مُلوَّنة.
| صورة | الاسم الشائع | الاسم العلمي               | الوضع المحلّي |
| ---- | ------------ | -------------------------- | ------------ |
|      | غاق أفريقي   | Microcarbo africanus       | ن            |
|      | غاقة كبيرة   | Phalacrocorax carbo        | شائع         |
|      | غاق سقطري    | Phalacrocorax nigrogularis | شائع         |

## البجع
رُتبة: بجعيات   فصيلة: بجعيَّة
البجع هي طيور مائية كبيرة تتمتَّع بِجرابٍ مُميَّز أسفل منقارها. كما هو الحال مع الأفراد الآخرين في رتبة البجعيات، فإنها تتمتَّع بِقوائم مُكففة ذات أربعة أصابع.
| صورة | الاسم الشائع     | الاسم العلمي          | الوضع المحلّي |
| ---- | ---------------- | --------------------- | ------------ |
|      | بجعة بيضاء كبيرة | Pelecanus onocrotalus | شائع         |
|      | بجع رمادي        | Pelecanus rufescens   | شائع         |

## مطرقيات الرأس
رُتبة: بجعيات   فصيلة: سكوبيديات
هي طيور مخوضة متوسطة الحجم مع عرف طويل أشعث. يشبه شكل رأسها مع المنقار المنحني المطرقة، وريشها بني باهت.
| صورة | الاسم الشائع | الاسم العلمي    | الوضع المحلّي |
| ---- | ------------ | --------------- | ------------ |
|      | رأس المطرقة  | Scopus umbretta | شائع         |

## الواقات والبلاشين والبلاشين البيضاء
رُتبة: بجعيات   فصيلة: بلشونيات
تضُمُّ فصيلة البلاشين كُلٌ من: الواقات، والبلاشين، والبلاشين البيضاء. والأخيرة طُيُورٌ مُخوِّضة متوسطة إلى كبيرة، طويلة الأرجل، مُعظمها بِعُنُقٍ طويلٍ ومنقارٍ طعَّانٍ قويّ. تميلُ الواقات لأن تكون أقصر من البلاشين وأكثر حذرًا من البشر. تطيرُ أعضاء هذه الفصيلة وأعناقها مسحوبة إلى الوراء، على العكس من باقي الطُيُور طويلة العُنق، كاللقالق وآباء منجل وآباء ملعقة.
| صورة | الاسم الشائع              | الاسم العلمي          | الوضع المحلّي |
| ---- | ------------------------- | --------------------- | ------------ |
|      | واق أوراسي                | Botaurus stellaris    | شائع         |
|      | واق أصفر                  | Ixobrychus sinensis   | ن            |
|      | واق صغير                  | Ixobrychus minutus    | شائع         |
|      | بلشون رمادي               | Ardea cinerea         | شائع         |
|      | بلشون أسود الرأس          | Ardea melanocephala   | شائع         |
|      | بلشون جبار                | Ardea goliath         | شائع         |
|      | بلشون أُرجُوانيّ             | Ardea purpurea        | شائع         |
|      | بلشون أبيض كبير           | Ardea alba            | شائع         |
|      | بلشون متوسط               | Ardea intermedia      | ن            |
|      | بلشون أبيض صغير           | Egretta garzetta      | شائع         |
|      | بلشون الصخر               | Egretta gularis       | شائع         |
|      | لبلشون أسود               | Egretta ardesiaca     | ن            |
|      | بلشون القُطعان             | Bubulcus ibis         | شائع         |
|      | بلشون تفلقاني             | Ardeola ralloides     | شائع         |
|      | بلشون البرك الهندي        | Ardeola grayii        | ن            |
|      | بلشون البحيرات المالاغاسي | Ardeola idae          | ن            |
|      | بلشون أخضر الظهر          | Butorides striata     | شائع         |
|      | بلشون الليل أسود التاج    | Nycticorax nycticorax | شائع         |

## آباء منجل وآباء ملعقة
رُتبة: بجعيات   فصيلة: أبو منجليات
هي عائلة كبيرة من الطيور البرية والخواضة والتي تشمل طائر أبو منجل وأبو ملعقة. لديها أجنحة طويلة وعريضة بها 11 ريشة أساسية وحوالي 20 ريشة ثانوية. وهي مُحلِّقات قويَّة قادرة على التحليق عاليًا على الرُغم من أحجامها.
| صورة | الاسم الشائع             | الاسم العلمي             | الوضع المحلّي |
| ---- | ------------------------ | ------------------------ | ------------ |
|      | أبو منجل اللَّمَّاع          | Plegadis falcinellus     | شائع         |
|      | أبو منجل المقدس الأفريقي | Threskiornis aethiopicus | شائع         |
|      | أبو منجل ناسك            | Geronticus eremita       | ن            |
|      | أبو ملعقة الأوراسي       | Platalea leucorodia      | شائع         |
|      | أبو ملعقة الأفريقي       | Platalea alba            | ن            |

## العُقاب النساريَّة
رُّتبة: بازيات الشكل   فصيلة: عقاب نساري
تضُمُّ الفصيلة نوعًا واحدًا فقط، هو العُقاب النساريَّة. وهذه العُقبان طيورٌ جارحة تتخصص في صيد الأسماك وتستوطنُ كافَّة أنحاء العالم تقريبًا.
| صورة | الاسم الشائع | الاسم العلمي      | الوضع المحلّي |
| ---- | ------------ | ----------------- | ------------ |
|      | عقاب نساري   | Pandion haliaetus | شائع         |

## البيزان والحدآت والعُقبان
رُّتبة: بازيات الشكل   فصيلة: بازيَّة
فصيلةُ البيزان هي عائلة من الطيور الجارحة، وتضمُّ الطُيور المشهورة بلُغة العامَّة باسم: البيزان، والعُقبان، والحدآت، والمُرزات ونُسور العالم القديم. تتمتَّع هذه الطُيور بِمناقير معقوفة قويَّة تستخدمها في تمزيق لحم طرائدها، وقوائم قويَّة متينة، ومخالبٌ حادَّة، ونظرٌ ثاقب.
| صورة | الاسم الشائع              | الاسم العلمي          | الوضع المحلّي |
| ---- | ------------------------- | --------------------- | ------------ |
|      | حدأة سوداء الجناح         | Elanus caeruleus      | ن            |
|      | حدأة أفريقية خطافية الذيل | Chelictinia riocourii | شائع         |
|      | نسر أبو ذقن               | Gypaetus barbatus     | شائع         |
|      | رخمة                      | Neophron percnopterus | شائع         |
|      | حوام النحل الغربي         | Pernis apivorus       | شائع         |
|      | حوام النحل الشرقي         | Pernis ptilorhynchus  | ن            |
|      | نسر أسود أوراسي           | Aegypius monachus     | ن            |
|      | نسر أذون                  | Torgos tracheliotos   | شائع         |
|      | نسر مقنبع                 | Necrosyrtes monachus  | ن            |
|      | نسر أبقع                  | Gyps rueppelli        | ن            |
|      | نسر أسمر                  | Gyps fulvus           | شائع         |
|      | عقاب حكيم                 | Terathopius ecaudatus | شائع         |
|      | عقاب صرارة                | Circaetus gallicus    | شائع         |
|      | عقاب سعفاء صغرى           | Clanga pomarina       | ن            |
|      | عقاب سعفاء كبرى           | Clanga clanga         | شائع         |
|      | عقاب مسيرة صغرى           | Hieraaetus pennatus   | شائع         |
|      | عقاب أصحم                 | Aquila rapax          | شائع         |
|      | عُقاب السُهوب               | Aquila nipalensis     | شائع         |
|      | ملكة العقبان الشرقية      | Aquila heliaca        | شائع         |
|      | عقاب ذهبية                | Aquila chrysaetos     | شائع         |
|      | عقاب خدارية               | Aquila verreauxii     | شائع         |
|      | عُقاب بونلّي                | Aquila fasciata       | شائع         |
|      | الباز المُنشد الدَّاكن       | Melierax metabates    | شائع         |
|      | باز جبار                  | Micronisus gabar      | شائع         |
|      | مرزة المستنقعات الغربية   | Circus aeruginosus    | شائع         |
|      | مرزة الدجاج               | Circus cyaneus        | ن            |
|      | مرزة باهتة                | Circus macrourus      | شائع         |
|      | مرزة مونتاگو              | Circus pygargus       | شائع         |
|      | باشق الشكرا               | Accipiter badius      | شائع         |
|      | بيدق                      | Accipiter brevipes    | ن            |
|      | باشق أوراسي               | Accipiter nisus       | شائع         |
|      | حدأة سوداء                | Milvus migrans        | شائع         |
|      | حوام شائع                 | Buteo buteo           | شائع         |
|      | حوام سقطري                | Buteo socotraensis    | م            |
|      | حوام طويل الساقين         | Buteo rufinus         | شائع         |

## البومات الطيطونيَّة
رُّتبة: بُوميَّات   فصيلة: طِّيطُونيَّات
البومات الطيطونيَّة طُيورٌ مُتوسِّطة إلى كبيرة الحجم ذات رؤوس كبيرة ووجوه مميزة قلبيَّة الشكل. قوائمها طويلة ومتينة تنتهي بِمخالب حادَّة قوية.
| صورة | الاسم الشائع | الاسم العلمي | الوضع المحلّي |
| ---- | ------------ | ------------ | ------------ |
|      | هامة         | Tyto alba    | شائع         |

## البومات النمطيَّة
رُّتبة: بُوميَّات   فصيلة: بوم حقيقي
البُومات النمطيَّة طُيورٌ جارحة ليليَّة صغيرة إلى ضخمة الحجم تعيشُ حياتها مُنفردة في الغالب. عيناها كبيرة مُوجهة إلى الأمام، وكذلك آذانها، أمَّا المنقار فمعقوفٌ كمناقير الصُقور، ولها دائرةٌ بارزة من الريش حول كُل عين تُعرف بالقرص الوجهي.
| صورة | الاسم الشائع         | الاسم العلمي    | الوضع المحلّي |
| ---- | -------------------- | --------------- | ------------ |
|      | بومة أذناء عربية     | Otus pamelae    | شائع         |
|      | ثبج أوروبي           | Otus scops      | شائع         |
|      | بومة الأشجار المخططة | Otus brucei     | شائع         |
|      | بُومة مُتوارية مشرقيَّة  | Otus sunia      | شائع         |
|      | بومة أذناء سقطرية    | Otus socotranus | م            |
|      | بومة النسر العربية   | Bubo milesi     | شائع         |
|      | بومة أم قويق         | Athene noctua   | شائع         |
|      | بومة الصحراء         | Strix hadorami  | شائع         |
|      | بومة قصيرة الأذن     | Asio flammeus   | ن            |

## الهُدهُد
رُّتبة: قرنيات المنقار   فصيلة: هُدهُديَّة
الهُدهُد طائرٌ جميل الشكل يغلب عليه اللون الوردي الضارب إلى البُرتُقالي إلى جانب بعض اللطخات البيضاء، ولهُ عرفٌ كبيرٌ قابل للانتصاب على رأسه. منه نوعٌ واحدٌ فقط في العالم.
| صورة | الاسم الشائع | الاسم العلمي | الوضع المحلّي |
| ---- | ------------ | ------------ | ------------ |
|      | الهُدهُد       | Upupa epops  | شائع         |

## البوقير
رُّتبة: قرنيات المنقار   فصيلة: أبو قرن
هي مجموعة من الطيور التي تتميز بالمنقار الطويل المنحني لأسفل على شكل قرن بقرة، ولكن بدون الالتواء، وأحيانًا يكون لديها قلنسوة في الفك العلوي. في كثير من الأحيان، يكون المنقار ذو ألوان زاهية.
| صورة | الاسم الشائع | الاسم العلمي       | الوضع المحلّي |
| ---- | ------------ | ------------------ | ------------ |
|      | أبو معول     | Lophoceros nasutus | شائع         |

## القرليَّات
رُّتبة: شِّقراقيَّات   فصيلة: رفرافيات
القرلَّات طُيورٌ مُتوسِّطة الحجم ضخمة الرأس، ذات مناقير طويلة مُستدقَّة، وقوائم قصيرة وذيُولٌ مُكتنزة.
| صورة | الاسم الشائع           | الاسم العلمي          | الوضع المحلّي |
| ---- | ---------------------- | --------------------- | ------------ |
|      | صياد السمك الأخضر      | Alcedo atthis         | ن            |
|      | صياد السمك الملكيت     | Corythornis cristatus | ن            |
|      | صياد السمك رمادي الرأس | Halcyon leucocephala  | شائع         |
|      | صياد السمك المطوق      | Todiramphus chloris   | شائع         |

## الوروارات
رُّتبة: شِّقراقيَّات   فصيلة: وروارية
الوراوير هي مجموعة من الطيور الصغيرة كبيرة الرأس. أغلب الأنواع تعيش في أفريقيا وبعضُها الآخر يعيش في أوروپَّا الجنوبيَّة، ومدغشقر، وأستراليا وغينيا الجديدة. تتميَّز بريشها البهيّ، وأجسادها النحيلة، وريشات ذيلها المُتوسطة الطويلة. مناقيرها طويلة معقوفةٌ نحو الأسفل، وأجنحتها مُستدقة، الأمر الذي يُعطيها مظهرًا أشبه بالسُنونو بالنسبة للناظر إليها من على بُعد.
| صورة | الاسم الشائع       | الاسم العلمي         | الوضع المحلّي |
| ---- | ------------------ | -------------------- | ------------ |
|      | وروار أبيض الحنجرة | Merops albicollis    | شائع         |
|      | وروار شرقي         | Merops orientalis    | شائع         |
|      | وروار أزرق الخد    | Merops persicus      | شائع         |
|      | وروار مدغشقري      | Merops superciliosus | شائع         |
|      | وروار أوروبي       | Merops apiaster      | شائع         |

## الشقراقات النمطية
رُّتبة: شِّقراقيَّات   فصيلة: شِّقراقيَّة
الشِّقراقات طُيورٌ تُماثلُ الغربان في الحجم والبُنية، لكنَّها أوثق صلةً بالقرلَّات والوراوير. وهي تتشاطر الهيئة المُزوَّقة البهيَّة مع المجموعتين سالِفتا الذِكر، ويُهيمن على ريشها اللونين الأزرق والبُني. الإصبعان الداخليَّان الأماميَّان مُتصلان، عكس الإصبع الثالث.
| صورة | الاسم الشائع      | الاسم العلمي          | الوضع المحلّي |
| ---- | ----------------- | --------------------- | ------------ |
|      | شِّقراق أوروپي      | Coracias garrulus     | شائع         |
|      | شقراق حبشي        | Coracias abyssinica   | شائع         |
|      | شقراق ليلكي الصدر | Coracias caudata      | ن            |
|      | شقراق أبيض        | Coracias naevia       | ن            |
|      | شِّقراق هندي        | Coracias benghalensis | ن            |

## النقَّارات
رُّتبة: نقَّاريَّات   فصيلة: نقَّاريَّة
النَّقَّارات أو نقَّارات الخشب هي طُيورٌ يتراوح حجمها بين الصغير والمُتوسِّط ذات مناقير إزميليَّة، وقوائم قصيرة، وذُيولٌ متينة، وألسنةٌ طويلة تستخدمها لالتقاط الحشرات واليرقات الكامنة داخل شُقوق الأشجار. بعض الأنواع تتمتع بقوائم ذات أصبعين تتوجهان نحو الأمام وأخرتان تتوجهان تحو الخلف، في حين أن العديد من الأنواع لها ثلاثة أصابع فقط. أغلب الأنواع لديها خصلة نقر جُذوع الأشجار بشكلٍ ضوضائيّ.
| صورة | الاسم الشائع      | الاسم العلمي       | الوضع المحلّي |
| ---- | ----------------- | ------------------ | ------------ |
|      | لواء أوراسي       | Jynx torquilla     | شائع         |
|      | نقار الخشب العربي | Dendrocoptes dorae | شائع         |

## الصُقور
رُّتبة: صقريات الشكل   فصيلة: صَّقريَّة
الصُّقور هي مجموعةٌ من الجوارح نهاريَّة النشاط. تختلفُ عن البيزان والحدآت والعُقبان من حيثُ أنَّها تفتكُ بطرائدها بواسطة مناقيرها عوض مخالبها.
| صورة | الاسم الشائع | الاسم العلمي      | الوضع المحلّي |
| ---- | ------------ | ----------------- | ------------ |
|      | عُويسق        | Falco naumanni    | شائع         |
|      | عوسق مألوف   | Falco tinnunculus | شائع         |
|      | صقر عمورية   | Falco amurensis   | شائع         |
|      | صقر الغروب   | Falco concolor    | شائع         |
|      | يؤيؤ         | Falco columbarius | شائع         |
|      | شويهين       | Falco subbuteo    | شائع         |
|      | صقر حر       | Falco biarmicus   | شائع         |
|      | صقر الغزال   | Falco cherrug     | شائع         |
|      | شَّاهين        | Falco peregrinus  | شائع         |

## ببغاوات العالم القديم
رُّتبة: ببَّغاويَّات   اصيلة: ببغاوات العالم القديم
الببغاوات طُيورٌ صغيرة إلى كبيرة الحجم، تتميَّز بمناقيرها المعقوفة الحادَّة. أفكاكها العُلويَّة بالكاد قابلة للتحريك بسبب الطريقة التي تتصل بها المفاصل بالجُمجُمة. أغلب الأنواع تجثُمُ مُنتصبة. جميعُ الببغاوات زوجيَّة البراثن، أي تتمتع بأربع أصابع على اليد الواحدة، يقع اثنان منهما في الأمام واثنان في الخلف. تتميز العديد من الببغاوات بألوان زاهية وبعضها متعدد الألوان. يتراوح حجمها من 8 سم إلى 1 متر. تستوطن ببغاوات العالم القديم من أفريقيا شرقًا عبر جنوب وجنوب شرق آسيا وأوقيانوسيا إلى أستراليا ونيوزيلندا.
| صورة | الاسم الشائع     | الاسم العلمي        | الوضع المحلّي |
| ---- | ---------------- | ------------------- | ------------ |
|      | ببغاء ألكساندرين | Psittacula eupatria | د            |
|      | باراكيت أخضر     | Psittacula krameri  | د            |

## صفاريَّات العالم القديم
رُّتبة: جواثم   فصيلة: صُّفاريَّة
صُفاريَّات العالم القديم هي جواثمٌ مُزوَّقة مُتوسِّطة الحجم تُشبهُ الزازير. وهي لا ترتبطُ بأي صلةٍ بِصُفاريَّات العالم الجديد.
| صورة | الاسم الشائع | الاسم العلمي    | الوضع المحلّي |
| ---- | ------------ | --------------- | ------------ |
|      | صفير ذهبي    | Oriolus oriolus | شائع         |

## دقناشات الشجر
رُّتبة: جواثم   فصيلة: دقناش الشجر
الدقناشات هي فصيلة من الطيور تتشابه في عادات غذائها وبنيتها مع الصُرد. وعلى الرغم من هذا التشابه، إلا أنها تميل إلى أن تكون إما من الأنواع الملونة أو السوداء إلى حد كبير.
| صورة | الاسم الشائع         | الاسم العلمي     | الوضع المحلّي |
| ---- | -------------------- | ---------------- | ------------ |
|      | تشاغرا الأسود المتوج | Tchagra senegala | شائع         |

## خطَّاف الذُباب السلطاني
رُّتبة: جواثم   فصيلة: خطاف الذباب السلطاني
خطّاف الذباب السُلطاني هي فصيلة طيور من الجواثم صغيرة إلى متوسطة الحجم أغلب الأنواع حاشرة (آكلةٌ للحشرات) تقنُصُ الحشرات الكامنة في الأشجار.
| صورة | الاسم الشائع                  | الاسم العلمي        | الوضع المحلّي |
| ---- | ----------------------------- | ------------------- | ------------ |
|      | خاطف الذباب الأفريقي الفردوسي | Terpsiphone viridis | شائع         |

## الصِّردان
رُّتبة: جواثم   فصيلة: صِّردية
الصِّردان هي مجموعةٌ من الجواثم تشتهرُ بِعادتها في التقاط فرائسها من الطُيُور الأُخرى والثدييات الصغيرة وخوزقة الأجزاء غير المأكولة منها على الأشواك. منقارُ الصِّرد النمطيّ معقوف، تمامًا كمنقار الجوارح.
| صورة | الاسم الشائع     | الاسم العلمي          | الوضع المحلّي |
| ---- | ---------------- | --------------------- | ------------ |
|      | صرد أحمر الظهر   | Lanius collurio       | شائع         |
|      | صرد أحمر الذيل   | Lanius phoenicuroides | شائع         |
|      | صرد محمر الذنب   | Lanius isabellinus    | شائع         |
|      | صرد رمادي كبير   | Lanius excubitor      | شائع         |
|      | الصُّرد رمادي صغير | Lanius minor          | شائع         |
|      | صرد مقنع         | Lanius nubicus        | شائع         |
|      | صرد أحمر القنة   | Lanius senator        | شائع         |

## الزيغان والقيقان والغربان والعقاعق
رُّتبة: جواثم   فصيلة: غرابيات
تشتملُ الفصيلة الغُرابيَّة على الأنواع الشهيرة باسم الزيغان، والغربان، والقيقان، والغُرابانات، والعقاعق، وقيقان الشجر، وآكلة الجوز، وقيقان الأرض. أحجامها كبيرة إلى مُتوسطة بين الجواثم، وبعضُ الأنواع الأكبر منها تتمتع بِقدرٍ عالٍ من الذكاء.
| صورة | الاسم الشائع     | الاسم العلمي      | الوضع المحلّي |
| ---- | ---------------- | ----------------- | ------------ |
|      | عقعق عربي        | Pica asirensis    | شائع         |
|      | عقعق أوراسي      | Pica pica         | ن            |
|      | زاغ رمادي العنق  | Corvus splendens  | شائع         |
|      | غراب البين       | Corvus albus      | ن            |
|      | غراب أحيمر العنق | Corvus ruficollis | شائع         |
|      | غراب مروحي الذنب | Corvus rhipidurus | شائع         |

## القُنبرات
رُّتبة: جواثم   فصيلة: قُبَّريَّة
القُنبَّرات أو القُبَّرات هي طُيورُ أرضيَّة صغيرة تشتهرُ بتغريداتها العذبة الجميلة وعُروض طيرانها المُبهرة. أغلب القُبَّرات باهتة المظهر. وطعامها يتكوَّن من البُزور والحشرات بشكلٍ رئيسيّ.
| صورة | الاسم الشائع          | الاسم العلمي              | الوضع المحلّي |
| ---- | --------------------- | ------------------------- | ------------ |
|      | قبرة هدهدية           | Alaemon alaudipes         | شائع         |
|      | قنبرة مغربية          | Ramphocoris clotbey       | ن            |
|      | قنبرة بادية مصرية     | Ammomanes cincturus       | شائع         |
|      | قبرة صحراوية          | Ammomanes deserti         | شائع         |
|      | قنبرة سوداء متوجة     | Eremopterix nigriceps     | شائع         |
|      | قنبرة شجّرية مغنية     | Mirafra cantillans        | شائع         |
|      | قنبرة الصحراء المقرنة | Eremophila bilopha        | ن            |
|      | قنبرة حميراء التاج    | Calandrella eremica       | شائع         |
|      | قبرة قصيرة الأصابع    | Calandrella brachydactyla | شائع         |
|      | قنبرة شرقية كبيرة     | Melanocorypha bimaculata  | ن            |
|      | قُبَّرة عربية            | Eremalauda eremodites     | شائع         |
|      | قُبَّرة الغيط            | Alauda arvensis           | شائع         |
|      | قُبَّرة مُتوَّجة            | Galerida cristata         | شائع         |

## دخاخيل الجنبات
رُّتبة: جواثم   فصيلة: ساكنات القريضة
دخاخيل الجنبات هي دخاخيل توجد بشكلٍ رئيسيٍّ في المناطق الجنوبية الأكثر دفئًا من العالم القديم. وهي عمومًا طُيورٌ صغيرة الحجم ذات ريشٍ أسمر ضارب للبُنيّ أو الرمادي، ويُمكن العُثور عليها في المناطق المكشوفة مثل الأراضي العُشبيَّة وبلاد الأشجار القمئيَّة.
| صورة | الاسم الشائع         | الاسم العلمي         | الوضع المحلّي |
| ---- | -------------------- | -------------------- | ------------ |
|      | فصية رشيقة           | Prinia gracilis      | شائع         |
|      | هازجة سقطرى          | Incana incanus       | م            |
|      | هازجة مروحية الذنب   | Cisticola juncidis   | شائع         |
|      | ساكن القريضة السقطري | Cisticola haesitatus | م            |

## دخاخيل العالم القديم
رُّتبة: جواثم   فصيلة: هازجية
هي مجموعة من الجواثم صغيرة الحجم الحاشرة. أغلب الأنواع غير مُميزة من حيثُ الشكل، وريشها غير مُبهرج. توجد عادة في الغابات المفتوحة أو القصب أو العشب الطويل. تتواجد الفصيلة في الغالب في جنوب وغرب أوراسيا والمناطق المحيطة بها، ولكنها تمتد أيضًا إلى مناطق بعيدة في المحيط الهادئ، مع وجود بعض الأنواع في إفريقيا.
| صورة | الاسم الشائع         | الاسم العلمي               | الوضع المحلّي |
| ---- | -------------------- | -------------------------- | ------------ |
|      | هازجة سايكس          | Iduna rama                 | شائع         |
|      | خنشع الزيتون         | Iduna pallida              | شائع         |
|      | خنشع الشجر           | Hippolais languida         | شائع         |
|      | خنشع الزيتون الكبير  | Hippolais olivetorum       | ن            |
|      | خنشع ليموني          | Hippolais icterina         | ن            |
|      | هازجة السعد          | Acrocephalus schoenobaenus | شائع         |
|      | هازجة البطائح        | Acrocephalus palustris     | شائع         |
|      | هازجة الغاب          | Acrocephalus scirpaceus    | شائع         |
|      | عصفور القصب الأفريقي | Acrocephalus baeticatus    | شائع         |
|      | هازجة الغاب الكبيرة  | Acrocephalus arundinaceus  | شائع         |
|      | هازجة الغاب المصرية  | Acrocephalus stentoreus    | شائع         |

## طيور العشب
رُّتبة: جواثم   فصيلة: شاديات الأعشاب
هي فصيلة من الطيور المغردة الصغيرة آكلة الحشرات توجد بشكل رئيسي في أوراسيا وأفريقيا والمنطقة الأسترالية. وهي طيور صغيرة ذات ذيول طويلة ومدببة عادة، وتميل إلى أن تكون بنية باهتة أو مصفرة.
| صورة | الاسم الشائع | الاسم العلمي            | الوضع المحلّي |
| ---- | ------------ | ----------------------- | ------------ |
|      | هازجة النهر  | Locustella fluviatilis  | ن            |
|      | هازجة سافي   | Locustella luscinioides | شائع         |
|      | هازجة الجندب | Locustella naevia       | ن            |

## السُنُونُو والخطَّافات
رُّتبة: جواثم   فصيلة: سُّنُونيَّة
الفصيلة السُّنُونيَّة هي مجموعةٌ من الطُيور الغيرة المُتخصصة بالاقتيات أثناء الطيران. جسدها نحيل انسيابي، وأجنحتها طويلة مُستدقة ومناقيرها قصيرة واسعة الفتحة. قوائمها مُخصصة للجثم عوض المشي، وأصابعها الأمايَّة موصولة جُزئيًّا في القاعدة.
| صورة | الاسم الشائع         | الاسم العلمي           | الوضع المحلّي |
| ---- | -------------------- | ---------------------- | ------------ |
|      | خطَّاف بني الحلق       | Riparia paludicola     | ن            |
|      | خطَّاف رمادي الحلق     | Riparia chinensis      | ن            |
|      | سنونو الرمل          | Riparia riparia        | شائع         |
|      | خطَّاف مطوق            | Neophedina cincta      | ن            |
|      | سنونو الجرف الأوراسي | Ptyonoprogne rupestris | شائع         |
|      | سنونو الصخر          | Ptyonoprogne fuligula  | شائع         |
|      | خطاف المخازن         | Hirundo rustica        | شائع         |
|      | سنونو أحمر الردف     | Cecropis daurica       | شائع         |
|      | سنونو أبيض البطن     | Delichon urbicum       | شائع         |

## البلابل
رُّتبة: جواثم   فصيلة: بُلبُليَّة
البلابل هي طُيورٌ غرَّيدة مُتوسطة الحجم. بعضُ الأنواع مُزوَّقة تتمتع بِلطخات أو مساحات من اللون الأصفر، أو الأحمر، أو البُرتُقالي، على جوانبها، أو وجنتيها، أو حلقها، أو كفلها، لكنَّ الغالبيَّة العُظمى منها كامدة، يطغى عليها اللون البُني الضارب إلى الزيتوني أو الأسود. بعض الأنواع تتمتع بأعرافٍ بارزة.
| صورة | الاسم الشائع    | الاسم العلمي           | الوضع المحلّي |
| ---- | --------------- | ---------------------- | ------------ |
|      | بُلبُل أصفر العجز | Pycnonotus xanthopygos | شائع         |

## نقشارات الأوراق
رُّتبة: جواثم   فصيلة: نقشارات الأوراق
هي عائلة من الطيور الصغيرة آكلة الحشرات توجد في الغالب في أوراسيا وتنتشر بين والاسيا وأفريقيا. الأنواع ذات أحجام مختلفة، وغالبًا ما يكون لونها أخضر في الجزء العلوي وأصفر في السفلي، أو أكثر بهوتا مع ألوان خضراء رمادية إلى بنية رمادية.
| صورة | الاسم الشائع         | الاسم العلمي             | الوضع المحلّي |
| ---- | -------------------- | ------------------------ | ------------ |
|      | نقشارة الغاب         | Phylloscopus sibilatrix  | شائع         |
|      | نقشارة بونلي الشرقية | Phylloscopus orientalis  | ن            |
|      | نقشارة قاتمة         | Phylloscopus fuscatus    | ن            |
|      | نقشارة الورق         | Phylloscopus neglectus   | شائع         |
|      | نقشارة شائعة         | Phylloscopus trochilus   | شائع         |
|      | شفشافة               | Phylloscopus collybita   | شائع         |
|      | نقشارة الغابة البنية | Phylloscopus umbrovirens | شائع         |

## القراقف
رُّتبة: جواثم   فصيلة: قُرقُفيَّة
القراقف أو القراقف الحقيقيَّة هي مجموعةٌ من الطُيور الحُرجيَّة الصغيرة المُكتنزة غالبًا ذات مناقيرٍ قصيرةٍ غليظة. بعضُ الأنواع يتمتع بأعرُفٍ مُميزة على رؤوسها. طُيورٌ مُتكيِّفة، تقتاتُ على طائفةٍ واسعةٍ من المآكل، بما فيها البُزور والحشرات. تتواجد أفراد هذه العائلة في جميع أنحاء أفريقيا وآسيا وبولينيزيا. تصنيفهم في حالة تغير مستمر، وبعض السلطات تضع بعض الأجناس في عائلات أخرى.
| صورة | الاسم الشائع | الاسم العلمي        | الوضع المحلّي |
| ---- | ------------ | ------------------- | ------------ |
|      | قرقف فحمي    | Scotocerca inquieta | شائع         |

## الدَّخَاخِيل وأنسباؤها
رُّتبة: جواثم   فصيلة: دُّخَّلِيَّة
فصيلة الدخاخيل هي مجموعة من الطيور الجاسرية الصغيرة آكلة الحشرات. توجد في أوروبا وآسيا، وبدرجة أقل في إفريقيا. معظمها غير مميز بشكل عام، لكن العديد منها لها أغانٍ مميزة.
| صورة | الاسم الشائع            | الاسم العلمي          | الوضع المحلّي |
| ---- | ----------------------- | --------------------- | ------------ |
|      | أبو قلنسوة              | Sylvia atricapilla    | شائع         |
|      | قرقفنة                  | Sylvia borin          | ن            |
|      | دخلة مخططة              | Curruca nisoria       | شائع         |
|      | دخلة بيضاء الحنجرة صغري | Curruca curruca       | شائع         |
|      | هازجة اليمن             | Curruca buryi         | شائع         |
|      | هازجة عربية             | Curruca leucomelaena  | شائع         |
|      | هازجة أورفين الشرقية    | Curruca crassirostris | ن            |
|      | دخلة الصحراء            | Curruca nana          | شائع         |
|      | دخيخلة                  | Curruca mystacea      | شائع         |
|      | دخلة الصرود             | Curruca cantillans    | ن            |
|      | دخلة بيضاء الحنجرة      | Curruca communis      | شائع         |

## بيضاء العين
رُّتبة: جواثم   فصيلة: أبيض العين
هي طيور صغيرة وغير مميزة في الغالب، ريشها بشكل عام باهت، ولكن بعض الأنواع لها ريش أبيض أو أصفر فاتح، في العنق أو الصدر أو في الأجزاء السفلية، والعديد منها لها جوانب برتقالية. كما يوحي اسمها، العديد من الأنواع لها حلقة بيضاء حول كل عين.
| صورة | الاسم الشائع       | الاسم العلمي          | الوضع المحلّي |
| ---- | ------------------ | --------------------- | ------------ |
|      | أبيض العين السقطري | Zosterops abyssinicus | شائع         |
|      | أبيض العين الحبشي  | Zosterops socotranus  | شائع         |

## المهاذير
رُّتبة: جواثم   فصيلة: بهدليات
طُيورٌ من أقدارٍ صغيرةٍ إلى مُتوسطةٍ تُشبهُ السُّمَّان. الريش مُنوِّع: بُنيّ ورماديّ لدى كثيرٍ من الأنواع؛ أكثرُ زهاءً مع أحمر وأزرق وأصفر في أنواعٍ كثيرةٍ من أنواع الغابات المُكتظَّة. الجنسان مُتشابهان، خلا بعض المجموعات الغنيَّة بالألوان.
| صورة | الاسم الشائع | الاسم العلمي     | الوضع المحلّي |
| ---- | ------------ | ---------------- | ------------ |
|      | ثرثارة عربية | Argya squamiceps | شائع         |

## نقارات الماشية
رُّتبة: جواثم   فصيلة: نقاريات الماشية
نوع من الطيور تتغذى على الطفيليات الخارجية، وخاصة القراد، الموجودة في الثدييات الكبيرة.
| صورة | الاسم الشائع               | الاسم العلمي             | الوضع المحلّي |
| ---- | -------------------------- | ------------------------ | ------------ |
|      | أوكسبيكر ذو المنقار الأحمر | Buphagus erythrorhynchus | ن            |

## الزرازير
رُّتبة: الجواثم   فصيلة: زرزوريات
الزرازير طُيورٌ جاثمة صغيرة ومتوسطة الحجم. طيرانُها قويٌّ مُستقيم وهي مُحبةٌ للاجتماع. موئلها الطبيعي المُفضَّل هو المناطق المكشوفة. ويشتملُ غذائها على الحشرات والفاكهة. الريشُ قاتم عند أغلب الأنواع، وكثيرًا ما يكون لمَّاعًا كالمعدن.
| صورة | الاسم الشائع     | الاسم العلمي               | الوضع المحلّي |
| ---- | ---------------- | -------------------------- | ------------ |
|      | زرزور أوروبي     | Sturnus vulgaris           | ن            |
|      | زرزور رمادي      | Creatophora cinerea        | ن            |
|      | زرزور وردي       | Pastor roseus              | ن            |
|      | زرزور دوريان     | Agropsar sturninus         | شائع         |
|      | زرزور أبيض البطن | Cinnyricinclus leucogaster | شائع         |
|      | زرزور أسود       | Onychognathus tristramii   | شائع         |
|      | زرزور صومالي     | Onychognathus blythii      | شائع         |
|      | زرزور سقطرى      | Onychognathus frater       | م            |

## السُّمَّان وأنسباؤها
رُّتبة: جواثم   فصيلة: سُّمنيَّة
السُّمان هي فصيلةٌ من الطيور تتواجد بشكلٍ رئيسيٍّ في العالم القديم. أجسامها مُمتلئة، وريشها ناعم، صغيرة إلى متوسطة الحجم من آكلات الحشرات أو في بعض الأحيان من آكلات اللحوم، تقتاتُ على الأرض أغلب الأحيان. كثيرٌ من أنواعها يتمتع بِصوتٍ شجيٍّ عذب مُمتع للسامعين.
| صورة | الاسم الشائع    | الاسم العلمي       | الوضع المحلّي |
| ---- | --------------- | ------------------ | ------------ |
|      | سمنة مطربة      | Turdus philomelos  | شائع         |
|      | سمنة اليمن      | Turdus menachensis | شائع         |
|      | دج أسود الحنجرة | Turdus atrogularis | ن            |

## خطَّافات ذُباب العالم القديم
رُّتبة: جواثم   فصيلة: خطَّافات الذُباب
خطَّافات ذُباب العالم القديم هي مجموعةٌ ضخمة من الجواثم صغيرة الحجم المقصورة في وُجودها على العالم القديم. أغلب الأنواع حاشرة (آكلةٌ للحشرات) تقنُصُ الحشرات الكامنة في الأشجار. يختلفُ مظهر هذه الطُيور اختلافًا واسعًا باختلاف أنواعها، إلَّا أنَّ أغلبها تشترك في تغريداتها الضعيفة ونداءاتها الأجشَّة.
| صورة | الاسم الشائع             | الاسم العلمي            | الوضع المحلّي |
| ---- | ------------------------ | ----------------------- | ------------ |
|      | خطَّاف الذُباب المُرقَّط       | Muscicapa striata       | شائع         |
|      | خاطف الذباب الجامباغي    | Muscicapa gambagae      | شائع         |
|      | أبو حناء الأحراش الأسود  | Cercotrichas podobe     | شائع         |
|      | أبو الحنَّاء الحرجي الأمغر | Cercotrichas galactotes | شائع         |
|      | أبو الحنَّاء الأوروپي      | Erithacus rubecula      | ن            |
|      | أبو الحنَّاء أبيض الحلق    | Irania gutturalis       | شائع         |
|      | هزار أشرق                | Luscinia luscinia       | شائع         |
|      | عندليب                   | Luscinia megarhynchos   | شائع         |
|      | هزار أزرق الزور          | Luscinia svecica        | شائع         |
|      | خطَّاف الذُباب المُطوَّق       | Ficedula albicollis     | ن            |
|      | حُميراء                   | Phoenicurus phoenicurus | شائع         |
|      | حميراء دبساء             | Phoenicurus ochruros    | شائع         |
|      | سمنة الصخور الصغيرة      | Monticola rufocinereus  | شائع         |
|      | سمنة الصخور الشائعة      | Monticola saxatilis     | شائع         |
|      | سمنة الصخور الزرقاء      | Monticola solitarius    | شائع         |
|      | قليعي أحمر               | Saxicola rubetra        | شائع         |
|      | ستونشات أوروبي           | Saxicola rubicola       | ن            |
|      | قليعي سيبيري             | Saxicola maurus         | شائع         |
|      | قليعي مطوق               | Saxicola torquatus      | شائع         |
|      | أبلق شمالي               | Oenanthe oenanthe       | شائع         |
|      | أبلق أحمر الصدر          | Oenanthe bottae         | شائع         |
|      | أبلق أشهب                | Oenanthe isabellina     | شائع         |
|      | أبلق مقلنس               | Oenanthe monacha        | شائع         |
|      | أبلق صحراوي              | Oenanthe deserti        | شائع         |
|      | أبلق شرقي أسود الأذن     | Oenanthe melanoleuca    | شائع         |
|      | أبلق أبقع                | Oenanthe pleschanka     | شائع         |
|      | قليعي أسود الذيل         | Oenanthe melanura       | شائع         |
|      | أبلق شائع                | Cercomela familiaris    | ن            |
|      | أبلق أبيض الذيل          | Oenanthe leucopyga      | ن            |
|      | أبلق عربي                | Oenanthe lugentoides    | شائع         |
|      | أبلق حبشي                | Oenanthe lugubris       | شائع         |
|      | أبلق حزين                | Oenanthe lugens         | ن            |
|      | أبلق كردي                | Oenanthe xanthoprymna   | ن            |
|      | أبلق أحمر الذيل          | Oenanthe chrysopygia    | ن            |

## الخنَّاق الرمادي
رُّتبة: جواثم   فصيلة: خناق رمادي
الخنَّاق الرمادي هو طائرٌ شرق أوسطيّ صغير الحجم يُشبه في شكله ونوعيَّة ريشه شمعي الجناح. يغلبُ عليها اللون الرمادي فحسب، عدا الذُكور منها، إذ تتمتَّع بِقناعٍ أسود مُثلث الشكل حول عينيها.
| صورة | الاسم الشائع | الاسم العلمي         | الوضع المحلّي |
| ---- | ------------ | -------------------- | ------------ |
|      | خنَّاق رمادي   | Hypocolius ampelinus | ن            |

## التُميرات وصيَّادة العناكب
رُّتبة: جواثم   فصيلة: تميريات
التُّميرات وصائدة العناكب هي جواثمٌ فائقة الصِغر تقتاتُ بشكلٍ رئيسيٍّ على الرحيق، على أنها قد تصطاد الحشرات أيضًا، وبالأخص حينما يكون لديها فراخٌ تُطعمها. طيرانُها سريع ومُستقيم، وأجنحتُها قصيرةٌ سريعةُ التخفيق. أغلب الأنواع قادرة على مص الرحيق أثناء تخفيقها تمامًا مثل الطنَّان، لكنها غالبًا ما تجثم كي تقتات.
| صورة | الاسم الشائع    | الاسم العلمي          | الوضع المحلّي |
| ---- | --------------- | --------------------- | ------------ |
|      | تمير وادي النيل | Hedydipna metallica   | شائع         |
|      | تمير سقطري      | Chalcomitra balfouri  | م            |
|      | تُمير فلسطين     | Cinnyris oseus        | شائع         |
|      | تمير عربي       | Cinnyris habessinicus | شائع         |

## الحباكات
رُّتبة: جواثم   فصيلة: حباكية
هي طيور صغيرة مرتبطة بالعصافير. تأكل البذور مع مناقير مخروطية مستديرة. تتميز ذكور العديد من الأنواع بألوان زاهية، وعادة ما تكون باللون الأحمر أو الأصفر والأسود، وتظهر بعض الأنواع اختلافًا في اللون فقط في موسم التكاثر.
| صورة | الاسم الشائع | الاسم العلمي        | الوضع المحلّي |
| ---- | ------------ | ------------------- | ------------ |
|      | حباك صغير    | Ploceus intermedius | د            |
|      | حباك روبيل   | Ploceus galbula     | شائع         |

## شمعيَّات المنقار وأنسباؤها
رُّتبة: جواثم   فصيلة: شمعية المنقار
شمعيَات المنقار هي طُيورٌ جاثمة صغيرة الحجم تقطنُ المناطق الاستوائيَّة في العالم القديم وأُستراليزيا. وهي مُحبَّةٌ للاجتماع، كثيرًا ما تُشاهد وهي تقتاتُ على البُزور في أسراب، ومناقيرها قصيرةٌ غليظة ولكن حادَّة. جميعُ الأنواع شبيهة من حيثُ البُنية والعادات، إنما ريشُها مُتنوِّع: البعضُ زاهي الألوان، والبعضُ الآخر كامدها إنما مع علاماتٍ لافتةٍ للانتباه.
| صورة | الاسم الشائع               | الاسم العلمي       | الوضع المحلّي |
| ---- | -------------------------- | ------------------ | ------------ |
|      | مونيا أبلق                 | Spermestes bicolor | شائع         |
|      | مونيا أفريقي               | Euodice cantans    | شائع         |
|      | شمعي المنقار العربي        | Estrilda rufibarba | شائع         |
|      | شمعي المنقار برتقالي الصدر | Amandava subflava  | شائع         |
|      | شمعي المنقار أخضر الجناح   | Pytilia melba      | شائع         |

## الصعوات
رُّتبة: جواثم   فصيلة: عصافير الشوك
الصعوات أو المُناغيات هي فصيلةٌ من الطُيور المقصورة في وُجودها على الإقليم القُطبي القديم. أحجامها صغيرة، يُهيمن عليها اللون الرمادي أو الأسمر الفاتح مما يُكسبها شكلًا شبيهًا بِشكل العصافير.
| صورة | الاسم الشائع    | الاسم العلمي    | الوضع المحلّي |
| ---- | --------------- | --------------- | ------------ |
|      | عصفور شوك اليمن | Prunella fagani | م            |

## عصافير العالم القديم
رُّتبة: جواثم   فصيلة: دوريات
العصافير جواثمٌ صغيرة شبيهةٌ بالشراشير. غذائُها الرئيسي البُزور، وقد تفتك بالحشرات بين الحين والآخر. وهي نمطيًّا اجتماعيَّة مهدُها الأراضي المكشوفة. ريشُ مُعظم الأنواع بُني وكستنائي ورمادي.
| صورة | الاسم الشائع       | الاسم العلمي             | الوضع المحلّي |
| ---- | ------------------ | ------------------------ | ------------ |
|      | عُصفُور دُّوري         | Passer domesticus        | شائع         |
|      | دوري عبد الكوري    | Passer hemileucus        | م            |
|      | دوري سقطري         | Passer insularis         | م            |
|      | دوري ذهبي عربي     | Passer euchlorus         | شائع         |
|      | عصفور الأدغال      | Gymnornis dentata        | شائع         |
|      | عُصفُور الصخر الباهت | Carpospiza brachydactyla | شائع         |

## الذعرات والجُشنات
رُّتبة: جواثم   فصيلة: تمرية
هي مجموعةٌ من الجواثم الصغيرة تتميَّز بأذيالها الطويلة أو المُتوسطة. تشتملُ على الذُعرات، والجُشنات وطويلة البراثن. وهي طُيورٌ حاشرة (آكلة للحشرات)، تُمضي أغلب وقتها وهي تسعى على الأرض وراء قوتها.
| صورة | الاسم الشائع       | الاسم العلمي           | الوضع المحلّي |
| ---- | ------------------ | ---------------------- | ------------ |
|      | ذُعرة رَّماديَّة        | Motacilla cinerea      | شائع         |
|      | ذُعرة صفراء         | Motacilla flava        | شائع         |
|      | ذعرة صفراء الرأس   | Motacilla citreola     | شائع         |
|      | ذُعرة بيضاء         | Motacilla alba         | شائع         |
|      | جُشنة ريتشارد       | Anthus richardi        | شائع         |
|      | جشنة أفريقية       | Anthus cinnamomeus     | شائع         |
|      | جُشنة طويلة المنقار | Anthus similis         | شائع         |
|      | جشنة الصحراء       | Anthus campestris      | شائع         |
|      | جشنة الحقول        | Anthus pratensis       | شائع         |
|      | جُشنة الشجر         | Anthus trivialis       | شائع         |
|      | جشنة حمراء الحنجرة | Anthus cervinus        | شائع         |
|      | جشنة ذهبية         | Tmetothylacus tenellus | ن            |

## الشراشير
رُّتبة: جواثم   فصيلة: شُرشُوريَّات
الشراشير هي جواثم آكلةٌ للبُزور، وهي صغيرة إلى متوسطة الحجم ذات مناقير متينة، غالبًا ما تتخذ شكلًا مخروطيًّا وعند البعض يكونُ ضخمًا جدًا. تتمتع جميعُ الأنواع باثنتي عشر ريشة ذيل وتسع ريشاتٍ ثانويَّة. طيرانُها عبارةٌ عن ومضات وقفزات هوائيَّة مُتتالية، وهي تُبدلُ نمطهُ من الرفرفة السريعة إلى الانزلاق على الهواء، أغلب الأنواع تغريدُها عذب.
| صورة | الاسم الشائع                     | الاسم العلمي               | الوضع المحلّي |
| ---- | -------------------------------- | -------------------------- | ------------ |
|      | زمير وردي                        | Bucanetes githagineus      | شائع         |
|      | غليظ المنقار العربي ذهبي الجناح  | Rhynchostruthus percivali  | شائع         |
|      | غليظ المنقار السقطري ذهبي الجناح | Rhynchostruthus socotranus | م            |
|      | نعار عربي                        | Crithagra rothschildi      | شائع         |
|      | نعار اليمن                       | Crithagra menachensis      | م            |
|      | حسون اليمن                       | Linaria yemenensis         | م            |

## دُرسات العالم القديم
رُّتبة: جواثم   فصيلة: درسات
العنبريَّة هي فصيلةٌ ضخمة من الجواثم. أفرادُها آكلاتُ بُزورٍ بالدرجة الأولى ذات مناقير مُميزة. تتمتعُ الكثير من الأنواع بِعلاماتٍ رأسيَّةٍ مُميزة.
| صورة | الاسم الشائع         | الاسم العلمي       | الوضع المحلّي |
| ---- | -------------------- | ------------------ | ------------ |
|      | درسة شامية           | Emberiza cineracea | شائع         |
|      | درسة الشعير          | Emberiza hortulana | شائع         |
|      | درسة زرقاء اللون     | Emberiza caesia    | ن            |
|      | درسة سقطرى           | Emberiza socotrana | م            |
|      | درسة الصخر الإفريقية | Emberiza tahapisi  | شائع         |
|      | درسة مخططة           | Emberiza striolata | شائع         |